# غورغانيا بكيت
غورغانيا بكيت (بالإنجليزية: Gerganiya Beckitt) (25 نوفمبر 1940 – ) هي سبّاحة، من أستراليا، مثّلت بلادها في الألعاب الأولمبية الصيفية 1960، والألعاب الأولمبية الصيفية 1956.

## وصلات خارجية
- غورغانيا بكيت على موقع الاتحاد الدولي للسباحة (الإنجليزية)
- غورغانيا بكيت على موقع أوليمبيديا (الإنجليزية)
- غورغانيا بكيت على موقع اللجنة الأولمبية الأسترالية (الإنجليزية)
- غورغانيا بكيت على موقع اتحاد ألعاب الكومنولث (مؤرشف) (الإنجليزية)